# Heinrich Silber
Heinrich Silber, w latach 1938–1947 Hendrik Sillapere (ur. 8 października 1900 w Rewlu (ob. Tallinn), zm. 4 maja 1959 w Leicester) – estoński strzelec, medalista mistrzostw świata.

## Życiorys
W 1916 roku ukończył szkołę handlową, w 1920 roku szkołę wojskową, natomiast w 1921 roku szkołę realną w Tallinnie. W latach 1921–1926 studiował na Wydziale Ekonomii Uniwersytetu w Tartu. W międzyczasie uczestniczył w wojnie estońsko-bolszewickiej jako członek batalionu skupiającego uczniów z Tallinna. W 1924 roku wstąpił do Kaitseliitu, w którym był instruktorem harcerstwa i prawa. W 1933 roku posiadał stopień porucznika.
Sport zaczął uprawiać w 1916 roku, będąc piłkarzem klubu JK Tallinna Kalev. Strzelectwem zajął się po wstąpieniu do Kaitseliitu (1924). W reprezentacji Estonii startował od 1934 do 1937 roku. Zdobył trzy medale w konkurencjach drużynowych podczas mistrzostw świata w 1937 roku (dwa srebrne i jeden brązowy). Najwyższe miejsce indywidualnie osiągnął w karabinie wojskowym stojąc z 300 m (7. pozycja). Był czterokrotnym rekordzistą kraju. Pisał artykuły o tematyce strzeleckiej do czasopisma „Kaitse Kodu”.
Podczas II wojny światowej był dowódcą jednego z batalionów w armii niemieckiej. W 1944 roku wyjechał do Niemiec, a stamtąd w 1947 roku do Anglii. Zmarł w 1959 roku w Leicester, gdzie został pochowany na Gilroes Cemetery.
Odznaczony m.in. Orderem Krzyża Orła V klasy (1929) i Orderem Krzyża Białego Związku Obrony III klasy (1937).

## Wyniki

### Medale na mistrzostwach świata
Opracowano na podstawie materiałów źródłowych:
| Mistrzostwa   | Konkurencja                                      | Wynik             | Miejsce |
| ------------- | ------------------------------------------------ | ----------------- | ------- |
| Helsinki 1937 | Karabin wojskowy, trzy postawy, 300 m, drużynowo | 2570 pkt. (druż.) | brąz    |
| Helsinki 1937 | Karabin wojskowy klęcząc, 300 m, drużynowo       | 869 pkt. (druż.)  | srebro  |
| Helsinki 1937 | Karabin wojskowy stojąc, 300 m, drużynowo        | 804 pkt. (druż.)  | srebro  |